# Giovan Battista Papi
Giovan Battista Papi detto Ruglia (Firenze, 4 aprile 1687 – Firenze, 22 settembre 1719) è stato un fantino italiano, due volte vincitore del Palio di Siena.
Insieme a Polpettino (1800), Boggione (1884), Meloncino (1934) e Peppinello (1964), è uno dei soli cinque fantini che siano stati capaci di conquistare gli unici due successi della propria carriera senese nel medesimo anno.

## Soprannome
Di Ruglia non è giunta una completa documentazione sulle sue effettive partecipazioni al Palio di Siena. Non è pertanto certo il numero dei Palii ai quali prese parte. Per anni si è ritenuto che il suo soprannome fosse Ignudo, ma le recenti scoperte di Orlando Papei smentiscono questa tesi.

## La "mezza vittoria"
Ruglia merita essere ricordato per la vittoria riportata nella Tartuca nell'agosto del 1713: vittoria assegnata a due contrade, Tartuca e Onda.
Il 16 agosto l'Onda vinse la corsa, ma il fantino Cappellaro si fermò a metà del Palco dei Giudici; la Tartuca giunse seconda ma Ruglia passò invece interamente il Palco. Ne nacque così un litigio tra i popoli delle due Contrade, in quanto i tartuchini asserivano che l'Onda non aveva compiuto un'azione obbligatoria da Regolamento. Data l'incertezza, l'assegnazione del Palio fu sospesa fino alla decisione dei giudici. Il verdetto fu emesso il 10 settembre, e si affermò che effettivamente la tesi tartuchina era corretta, e che da quel momento in avanti sarebbe stato squalificato chi non avesse passato per intero anche il Palco dei Giudici. Credendo tuttavia nella buona fede dell'Onda, i giudici assegnarono la vittoria ad entrambe le contrade, e sempre tra le medesime divisero i 40 talleri di premio.

## Vittorie al Palio di Siena
| Palio          | Contrada   | Cavallo                   | Note |
| -------------- | ---------- | ------------------------- | ---- |
| 2 luglio 1713  | Chiocciola | Baio delle Posta di Siena |      |
| 16 agosto 1713 | Tartuca    | Montalcino                |      |